# BRDC International Trophy 1976
BRDC International Trophy 1976 je bila druga neprvenstvena dirka Formule 1 v sezoni 1976. Odvijala se je 11. aprila 1976.

## Dirka
| Poz | Dirkač             | Konstruktor        | Krogi | Čas/Odstop.   | Št. mesto |
| --- | ------------------ | ------------------ | ----- | ------------- | --------- |
| 1   | James Hunt         | McLaren-Ford       | 40    | 53:04.57      | 1         |
| 2   | Vittorio Brambilla | March-Ford         | 40    | + 11.24       | 2         |
| 3   | Jody Scheckter     | Tyrrell-Ford       | 40    |               | 5         |
| 4   | Tom Pryce          | Shadow-Ford        | 40    |               | 3         |
| 5   | Jean-Pierre Jarier | Shadow-Ford        | 40    |               | 6         |
| 6   | Gunnar Nilsson     | Lotus-Ford         | 40    |               | 4         |
| 7   | Mario Andretti     | Lotus-Ford         | 40    |               | 9         |
| 8   | Alan Jones         | Surtees-Ford       | 40    |               | 7         |
| 9   | Carlos Pace        | Brabham-Alfa Romeo | 39    | +1 krog       | 8         |
| 10  | Giancarlo Martini  | Ferrari            | 39    | +1 krog       | 10        |
| 11  | Patrick Nève       | Brabham-Ford       | 39    | +1 krog       | 11        |
| 12  | Loris Kessel       | Brabham-Ford       | 39    | +1 krog       | 12        |
| Ods | Brian McGuire      | Williams-Ford      |       | Puščanje olja | 18        |
| Ods | Guy Edwards        | Hesketh-Ford       |       | Izp. sistem   | 17        |
| Ods | Jacky Ickx         | Williams-Ford      |       | Menjalnik     | 15        |
| Ods | Damien Magee       | Brabham-Ford       |       | Motor         | 14        |
| DNS | Chris Amon         | Ensign-Ford        |       | Motor         | 13        |
| DNS | Brett Lunger       | Surtees-Ford       |       | Poškodba      | 16        |